# Xatt al-Arab

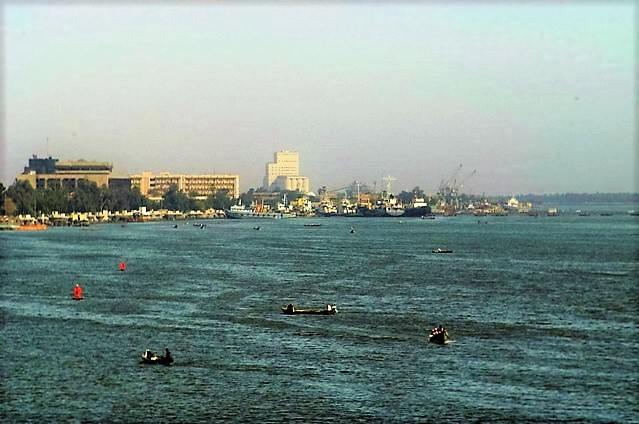
El Xatt al-Arab al seu pas per Basra

El Xatt al-Arab (àrab: شط العرب, Xaṭṭ al-ʿArab, ‘Costa dels Àrabs’) o Arvand (persa: اروندرود, Arvandrūd) és un riu format a la ciutat d'Al-Qurna (Iraq) per la unió de l'Eufrates i el Tigris, que corren junts els últims 170 km fins a arribar al golf Pèrsic. Aigües avall de la ciutat iraquiana de Bàssora forma la disputada frontera entre l'Iraq i l'Iran.

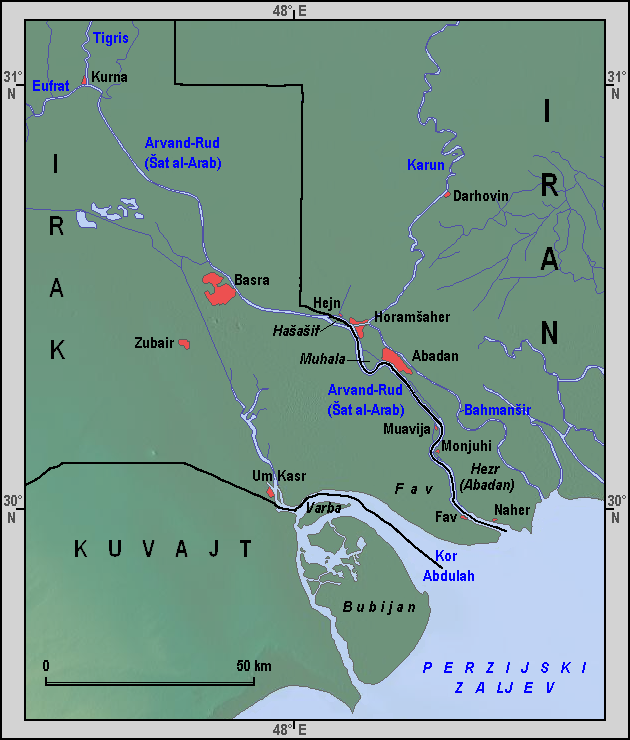
Desembocadura entre l'Iran i l'Iraq

El Tractat d'Erzerum de 1847 entre Pèrsia i l'Imperi Otomà hi va reconèixer la sobirania turca però amb drets de navegació per als perses. Els desacords fronterers entre Pèrsia i els otomans van durar des del segle xvii fins al 1914, i després van continuar entre l'Iraq i l'Iran. El 1980, l'Iraq va envair l'Iran per aquesta qüestió, però en acabar la guerra el 1988 no es va produir cap modificació territorial.
Els ports principals són la ciutat iraquiana de Bàssora i les iranianes de Khorramxahr i Abadan.